# La Celle-Saint-Cyr
La Celle-Saint-Cyr is een gemeente in het Franse departement Yonne (regio Bourgogne-Franche-Comté) en telt 793 inwoners (1999). De plaats maakt deel uit van het arrondissement Sens.

## Geografie
De oppervlakte van La Celle-Saint-Cyr bedraagt 18,4 km², de bevolkingsdichtheid is 43,1 inwoners per km².
1 km ten oosten van La Celle-Saint-Cyr ligt het punt dat gebruikt wordt als nulpunt voor de Rijksdriehoekscoördinaten. Dit zijn de coördinaten die in Nederland op nationaal niveau worden gebruikt als grondslag voor geografische aanduidingen en bestanden, zoals in een Geografisch Informatie-Systeem (GIS), op kaarten van het Kadaster, de Grootschalige Basiskaart van Nederland (GBKN) en topografische kaarten.
De onderstaande kaart toont de ligging van La Celle-Saint-Cyr met de belangrijkste infrastructuur en aangrenzende gemeenten.

## Demografie
Onderstaande figuur toont het verloop van het inwonertal (bron: INSEE-tellingen).